# トルコの副大統領
トルコの副大統領（トルコのふくだいとうりょう、トルコ語: Türkiye cumhurbaşkanı yardımcısı）は、トルコの大統領に次ぐ官職である。

## 概要
2018年のトルコ型大統領制の始動に伴い、廃止された首相に代わって創設された。
2018年7月10日に2期目を開始させたエルドアン大統領によって、フアット・オクタイが初代の副大統領に任命された。

## 歴代の副大統領一覧 (2018年–)
所属政党
      無所属 (1)
      公正発展党 (1)
| 代数 | 氏名 (生没年)                | 肖像 | 任期          | 任期         | 所属政党   | 備考           |
| ---- | ---------------------------- | ---- | ------------- | ------------ | ---------- | -------------- |
| 1    | フアット・オクタイ (1964–)   |      | 2018年7月10日 | 2023年6月4日 | 無所属     | 前・首相府次官 |
| 2    | ジェヴデト・ユルマズ (1967–) |      | 2023年6月4日  | 現職         | 公正発展党 | 前・副首相     |